# Coilodera pseudoalveata
Coilodera pseudoalveata är en skalbaggsart som beskrevs av Miksic 1971. Coilodera pseudoalveata ingår i släktet Coilodera och familjen Cetoniidae. Inga underarter finns listade i Catalogue of Life.